# シャフルルニザム・ムスタファ
シャフルルニザム・ムスタファ（マレー語: Shahrulnizam Mustapa、1981年4月2日 - ）は、マレーシアの元サッカー選手。元マレーシア代表。現役時代のポジションはMF。

## クラブ歴
2001年にPDRM FAに所属し、2002シーズンに地元のペラFAに移籍、2002年と2003年のクラブのリーグ連覇に貢献した。
2008年10月17日にペラFAを退団。この時ケダFAの監督であったモハマド・アズラーイ・コル・アブドゥッラーが彼の要請であった、右サイドのミッドフィールダーとして起用されていたネルソン・サン・マルティンをセントラルミッドフィールダーにコンバートして欲しいとの条件を受諾したため、彼はケダFAに移った。ケダFAではコーネリアス・バーナード・ハギンズが着用した背番号8番を身に着けた。

## 代表歴
2007年6月18日のカンボジア代表戦で代表初出場。AFCアジアカップ2007にも全試合出場した。